# The Heavy Soul Experience
The Heavy Soul Experience é o primeiro álbum de estúdio lançado pelo Mother Superior, uma banda estadunidense de Blues rock. Esse álbum traz a formação clássica da banda, que consistia em Wilson-Blake-Mackenroth.

## Faixas
1. "Can Ya Hear Me?" - 5:10
2. "Way Tin Onya" - 3:18
3. "Sneakin" - 3:26
4. "Guess I'm A Fool Again" - 4:58
5. "Valentine's Day" - 2:10
6. "The Wiggle" - 4:31
7. "Right On Time" - 5:28
8. "Part Time Loser" - 4:04
9. "You Don't Miss Your Waiter" - 3:44
10. "Fools Prayer" - 8:46
11. "?????" - 2:14

## Banda
- Jim Wilson – Vocal, guitarra
- Marcus Blake – Baixo
- Jason Mackenroth – Bateria